# الجحفة
الجُحْفَة ميقات أهل الشام وبلاد المغرب ومصر ومن جاء عن طريقهم، وبه ينزل الحجاج، وأصبح منزلة لأهل الشام ومصر وبلاد المغرب. ويقع قرب مدينة رابغ التي يحرم الناس اليوم منها، ويبعد عن مكة مسافة 183 كيلومتر.

## التسمية
ذكر ابن الكلبي أَن العماليق أَخرجوا بني عَبِيلٍ‌، و هم إخوة عاد، من يثرب، فنزلوا الجُحْفَة وكان اسمها مَهْيَعَة، فجاءَهم سيلٌ فاجتحفهم (ذهب بهم؛ حملهم؛ جرفهم؛ أهلكهم؛ استأصلهم) فسميت جُحْفَة.
وقيل: الجُحْفَةُ قرية تقرب من سيف البحر أَجحف السيل بأهلها فسميت جُحْفَة.

## التحديد والتوقيت
عن ابن عباس قال: وقت رسول الله لأهل المدينة ذا الحليفة ولأهل الشام الجحفة ولأهل نجد قرن المنازل ولأهل اليمن يلملم فقال: ((هن لهن ولمن أتى عليهن من غير أهلهن لمن كان يريد الحج أو العمرة فمن كان دونهن فمهله من أهله وكذلك حتى أهل مكة يهلون منها)). رواه البخاري ومسلم.